# Восьмёрка (петля)
Восьмёрка (англ. Figure-Eight Loop) — альпинистский временный петлевой крепёжный узел. Представляет собой узел «восьмёрка», завязанный сдвоенной альпинистской верёвкой. Применяют в альпинизме, скалолазании, спелеотуризме, арбористике, промальпе. Существуют различные точки зрения на использование контрольного узла, одни считают, что контрольный узел на конце не требуется и используют его, в основном, для закрепления карабина на конце основной верёвки, другие же обязательно завязывают контрольный узел.
В альпинизме «восьмёрку» применяют для создания петли исключительно на конце верёвки; использование «восьмёрки» на середине верёвки — недопустимо, в этом случае принцип действия напоминает опасный узел «дубовая восьмёрка», печально известный несчастными случаями и как следствие — запрещённый к применению в альпинизме. В качестве тормозящих в связке-«двойка» завязывают узлы «мяч» на основе петли-восьмёрки каждые 1,5—2 метра, которые увеличивают трение верёвки при срыве и уменьшают нагрузку на страхующего.
Если узел завязывают последовательным способом, то в альпинизме узел относят к категории «узлы для привязывания» и используют в самостраховке альпиниста для привязывания страховочной системы к альпинистской верёвке.
В быту восьмёрку завязывают закрытой петлёй на середине верёвки, однако натяжение должно осуществляться исключительно за оба конца, сложенных вместе. Петлю восьмёрки используют для ввязывания в неё другой верёвки (создание бекетового узла) или подвеса. Также узел используют в качестве сто́порного узла на конце верёвки, в том числе при креплении струн скрипки.
В морском деле не применяют из-за того, что на мокром тросе из растительных волокон (пенька, сизаль) узел сильно затягивается.

## Способ завязывания

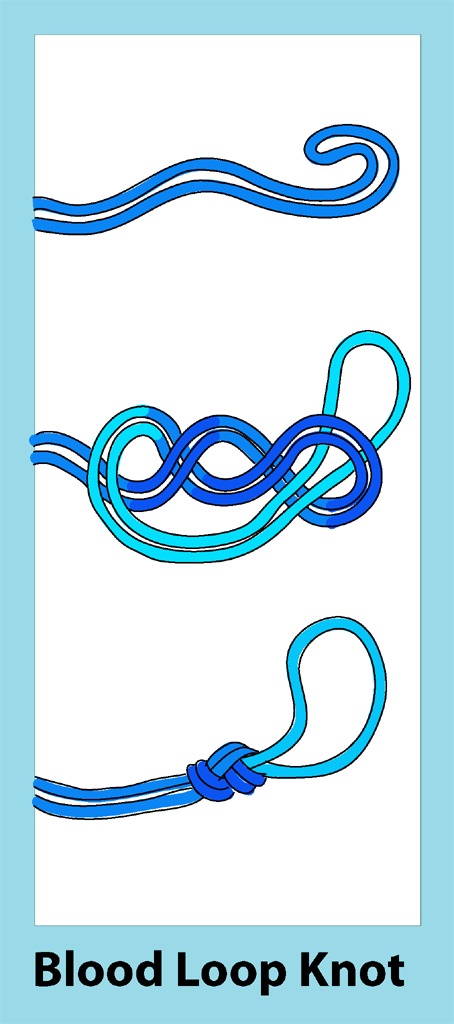
Скорый способ завязывания восьмёрки петлёй

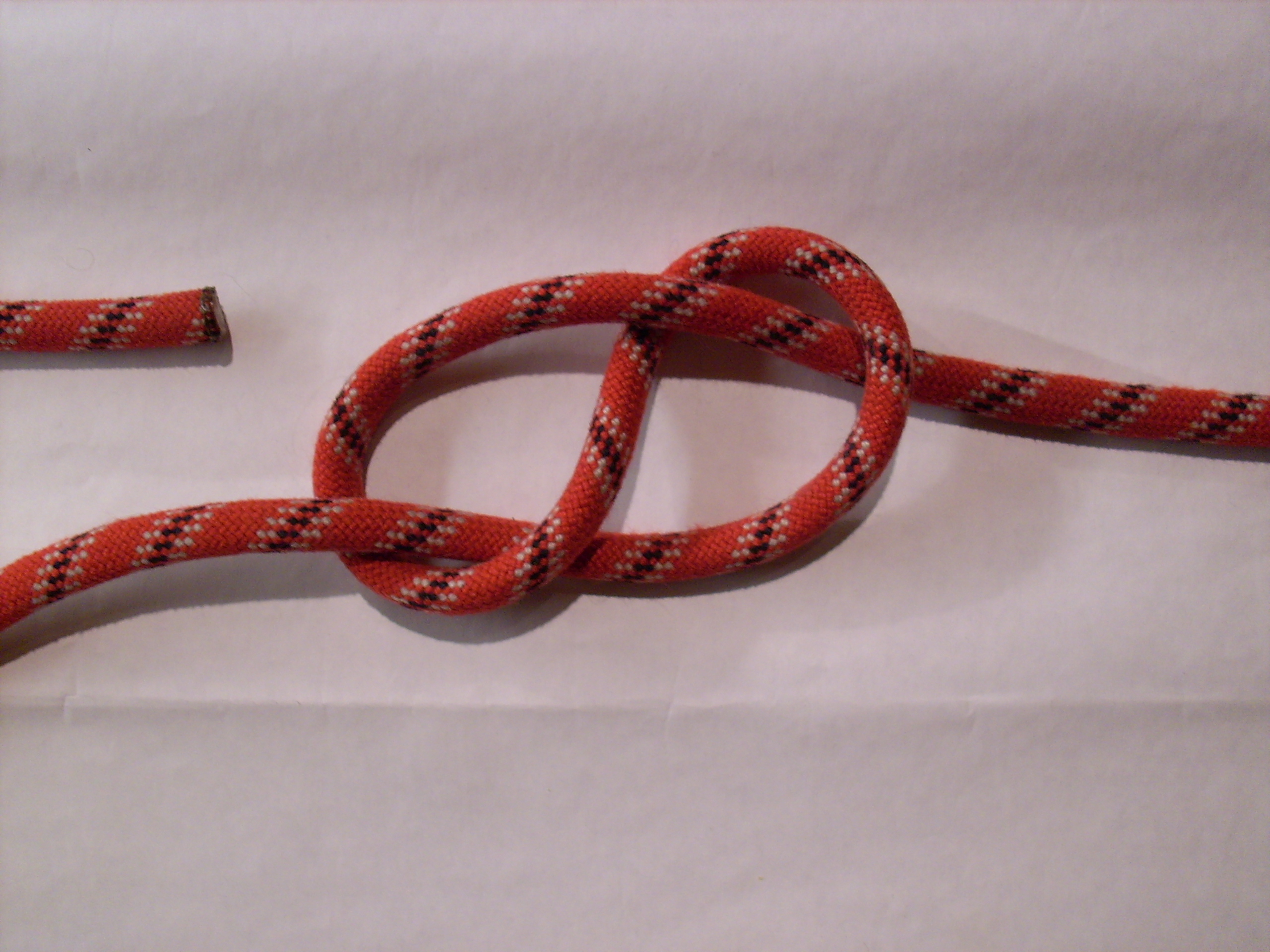
1. Завязать восьмёрку на верёвке.
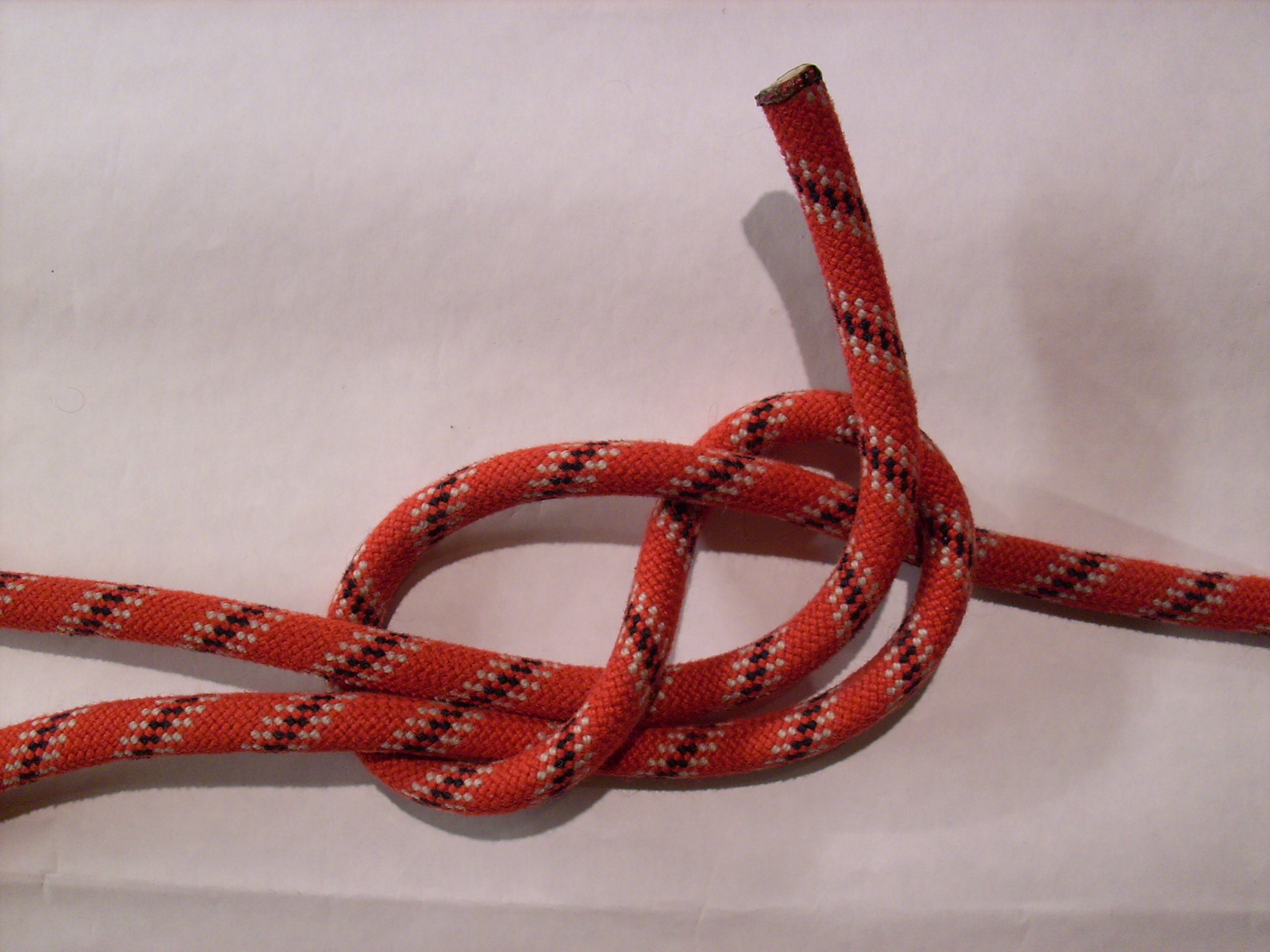
2. Повторить рисунок узла ходовым концом верёвки в обратном направлении.
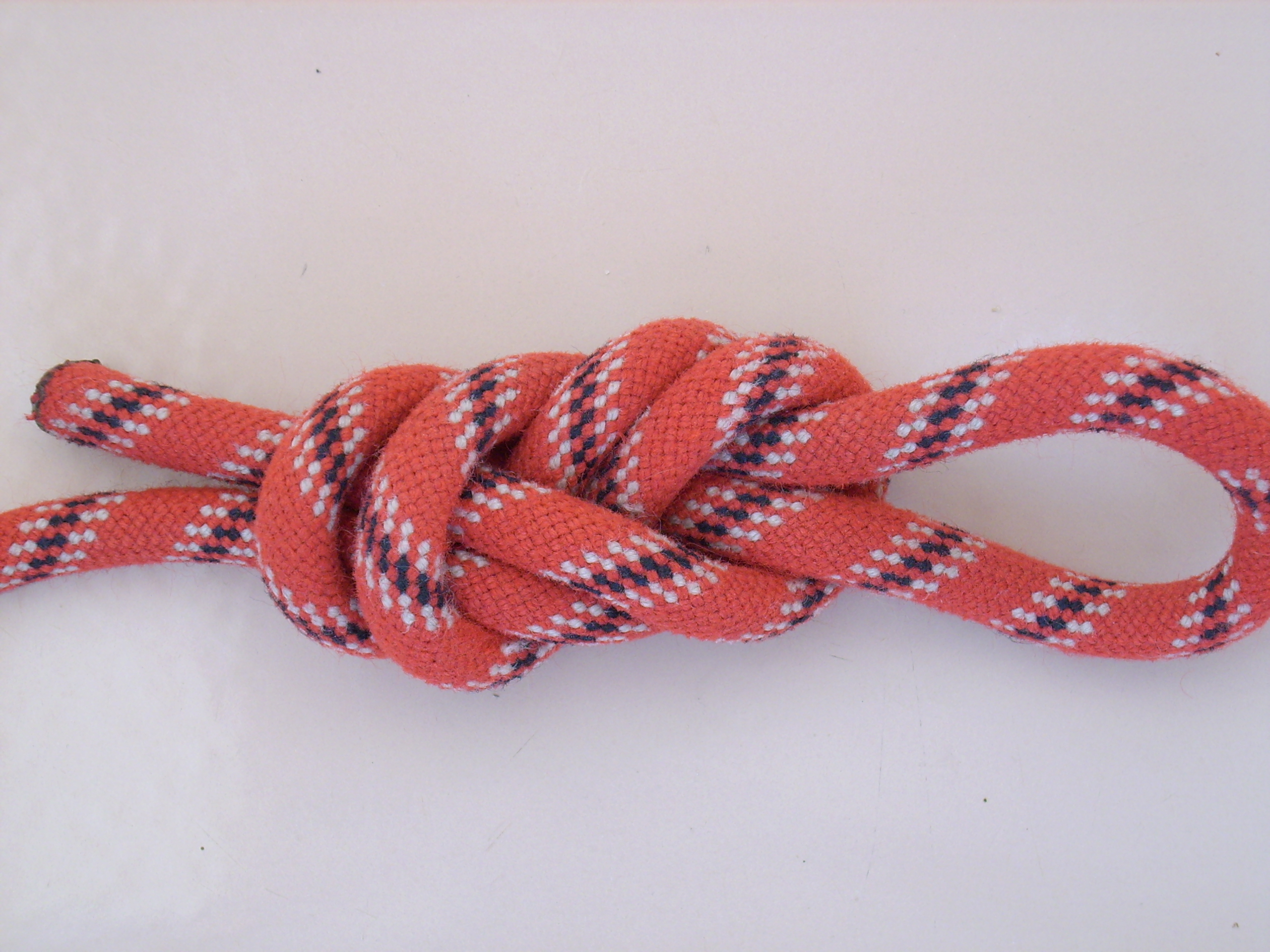
3. Затянуть, одновременно потянув за петлю и сложенные вместе ходовой и коренной концы верёвки; завязать контрольный узел ходовым концом верёвки вокруг коренного.

Существуют 3 способа завязывания восьмёрки:
- Последовательный способ (альпинистский) — завязать восьмёрку на верёвке и повторить рисунок узла ходовым концом. Способ — медленный, но узел получается без перехлёстов и после нагрузки развязывать его сравнительно легко. Способ позволяет привязаться к объекту или использовать полученную петлю независимо.
- Классический способ (рыболовный, альпинистский) — завязать восьмёрку петлёй на конце сдвоенной верёвки. Способ — быстрее предыдущего; позволяет использовать лишь петлю.
- Скорый способ (рыболовный) — сложить вчетверо конец верёвки; повернуть петлю дважды в одну сторону; вдеть двойную петлю снизу в образовавшуюся четверную петлю; затянуть узел. Перехлёсты — неизбежны, поэтому развязывать труднее; позволяет использовать лишь петлю.

Для встёгивания в карабин на сдвоенной верёвке завязывают восьмёрку (рабочую петлю, возвращая назад вдоль коренного конца оборачивают 1¼ раза; затем, рабочую петлю продевают в двойную петлю первого перегиба). Узлу не требуется контрольного узла на конце и используют, в основном, для закрепления карабина на конце основной верёвки.

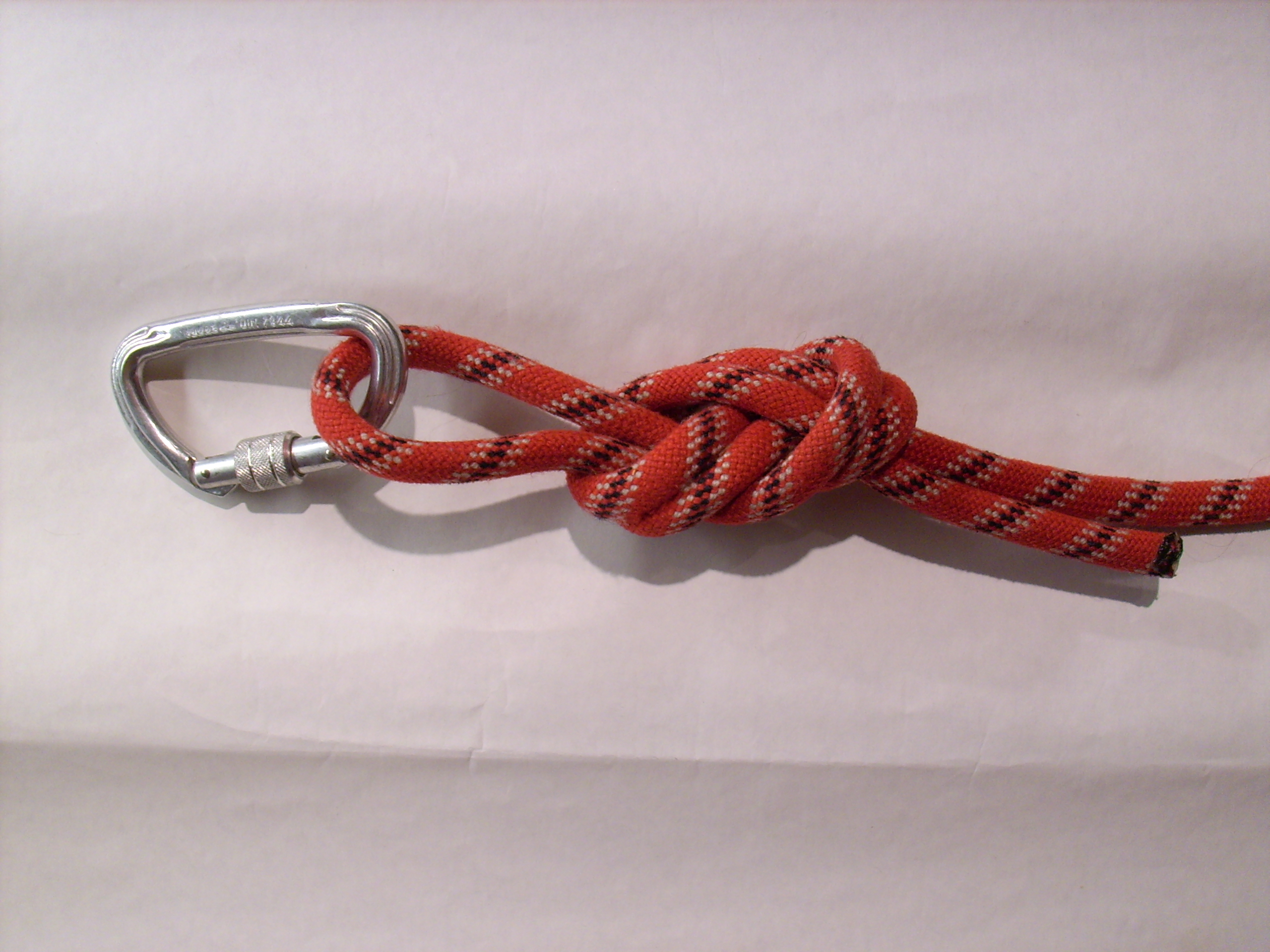
Ошибочно завязанный узел:
а) Ходовой конец верёвки расположен поверх узла и не участвует в креплении;
б) Отсутствует обязательный контрольный узел;
в) Петля узла нерационально велика (для крепления на карабине)

В случае использования на вертикальной стене или в системе канатного доступа (Rope Access), необходимо добиться расположения петли коренного (нагружаемого) конца над петлёй ходового конца. Это даст возможность погасить часть рывка при срыве сдвигом петли ходового конца петлёй грузового конца (амортизация). Для обеспечения правильной вязки узла необходимо создать полупетлю, где ходовой конец будет с левой стороны. А после вязки рисунка узла, надо перед натяжением сбросить петлю ходового конца вниз под петлю грузового конца.
Для крепления за точку завязывают восьмёрку, затем ходовой конец возвращают назад строго вдоль коренного. Используют для крепления верёвки за точку (например, дерево) или крепления страховочной системы к основной верёвке. Важно при этом сделать петлю настолько большой, чтобы угол, образованный концами петли, выходящими из узла, во всяком случае не превышал 90 градусов (а лучше — 60 градусов и менее).
Ошибки при завязывании
- Завязывание узла на середине верёвки (когда оба коренных конца используют раздельно и перпендикулярно петле узла, заставляя узел выворачиваться)
- Расположение ходового конца верёвки над коренным поверх узла (при этом половина узла не затягивается под нагрузкой должным образом и узел сильно затягивается так, что трудно или невозможно развязать)
- Небрежное завязывание[27] (при этом образуются перехлёсты и, как следствие, труднее развязывать)

## Достоинства

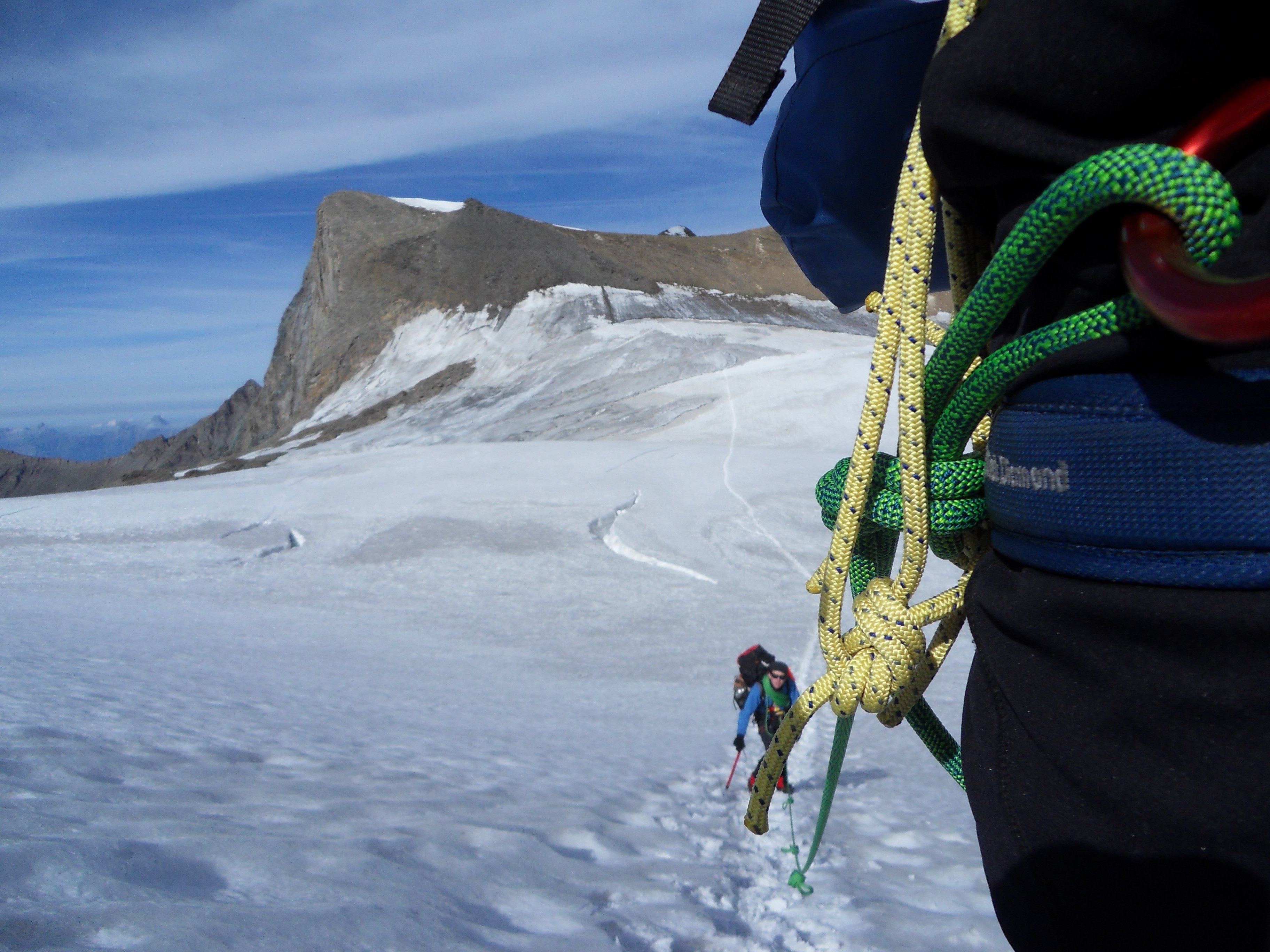
Связка-двойка альпинистов с тормозными узлами «мяч» (на основе узла «восьмёрка») на альпинистской (зелёной) верёвке

- Не нуждается в контрольных узлах[2] (на официальных зарубежных соревнованиях по скалолазанию при ввязывании в обвязку требуют вязать контрольный узел, так как имели место случаи выскальзывания ходового конца из узла при лазании. Во избежание такой опасности надо использовать йосемитский булинь)
- Узел — громоздкий и не скользит (поэтому используют в качестве сто́порного узла на конце верёвки, не может быть использован как амортизатор рывка)

## Недостатки
- Трудно развязывать после нагрузки
- Сложно завязывать правильно, без перехлёстов. Возможно ошибиться при завязывании из-за сложности узла
- Развязывается сам при переменной нагрузке (поэтому американские и европейские инструкторы требуют вязать контрольный узел (двойной простой узел) после восьмёрки в страховке[12][25], хотя российские альпинисты используют восьмёрку без контрольного узла[2])
- Трудно уменьшать или увеличивать петлю узла